# Félix de Mérode
Philippe Félix Balthasar Otto Ghislain, Comte de Merode (født 13. april 1791 i Maastricht, død 7. februar 1857 i Bruxelles), kendt som Félix de Merode, var en belgisk politiker.
Hans far var borgmester i Bruxelles i den periode hvor Belgien var en del af Frankrig. Under det første franske kejserdømme boede Merode i Paris. I 1809 giftede han sig med Rosalie de Gramont, som gennem ægteskab var blevet niece af Marquis de Lafayette.
Merode bosatte sig i den sydlige det af det Forenede kongerige Nederlandene – vore dages Belgien, og var en af lederne i den belgiske revolution i 1830. Han sad i den provisoriske regering, som blev dannet under revolutionen, og blev valgt til den grundslovsgivende forsamling – nationalkongressen i november 1830. Merode blev foreslået som kandidat til tronen i den nye belgiske stat, men afslog idet han ikke var en prins, blot en greve. Merodes bror Frédéric blev dræbt under kampene mod den hollandske kong  Vilhelm 1.s styrker efter revolutionen.
Han var medlem af den delegation, som i Paris forsøgte at få hertug Louis af Nemours, den franske konge Louis-Philippes 2. søn til at modtage tronen, men fik afslag af den franske konge. Merode var en af den senere konge Leopold 1.'s fortrolige og blev udnævnt til medlem af statsrådet i 1831.
Han bestred posterne som udenrigsminister, krigsminister og finansminister i 1830'erne. Han trådte tilbage i 1839, da han ikke var parat til at underskrive Londontraktaten, som afstod områder til Holland.
Charles Forbes René de Montalembert var hans svigersøn og Montalemberts politiske tanker blev støttet af Merode. Hans søn Frédéric-François-Xavier Ghislain de Mérode var ambassadør ved Pave Pius 9.

## Eksterne kilder
- Wikimedia Commons har flere filer relateret til Félix de Mérode
- Biographie générale des belges morts ou vivants Arkiveret 10. november 2012 hos  Wayback Machine, P Roger, 1849, at Google Books.